# Józef Klonowski (zm. 1653)
Józef Klonowski herbu Leszczyc (zm. przed 6 maja 1653 roku) – wojewoda brzeskolitewski w 1652 roku, kasztelan witebski w latach 1647–1652, podkomorzy połocki w latach 1641-1647, pisarz skarbowy Wielkiego Księstwa Litewskiego w latach 1640-1647, stolnik połocki w latach 1618-1641, sekretarz Króla Jego Mości w 1632 roku.
Poseł na sejm 1627 roku. 
Był członkiem konfederacji generalnej zawiązanej 16 lipca 1632 roku. Poseł na sejm konwokacyjny 1632 roku z województwa połockiego. Podpisał pacta conventa Władysława IV Wazy w 1632 roku. Poseł sejmiku połockiego na sejm  1641 roku. Poseł na sejmy ekstraordynaryjne 1642 i 1647 roku. W czasie elekcji 1632 roku został sędzią generalnego sądu kapturowego. Był elektorem Władysława IV Wazy z województwa połockiego w 1632 roku. Poseł na sejm zwyczajny 1635 roku, sejm zwyczajny 1637 roku, sejm 1638 roku, sejm 1643 roku, sejm 1646 roku.
Elektor Jana II Kazimierza Wazy w 1648 roku z województwa połockiego, podpisał jego pacta conventa. W czasie elekcji 1648 roku został sędzią generalnego sądu kapturowego. Na sejmie koronacyjnym 1649 roku wyznaczony z Senatu komisarzem do zapłaty wojsku wojsku Wielkiego Księstwa Litewskiego. Na sejmie 1650 roku wyznaczony z Senatu komisarzem do zapłaty wojsku Wielkiego Księstwa Litewskiego.